# ビッグイヤー (電波望遠鏡)
ビッグイヤー（英語: The Big Ear、巨大な耳の意味）とは、1963年から1998年の間にアメリカのオハイオ・ウェスリアン大学パーキンズ天文台に設置されていた電波望遠鏡である。オハイオ州立大学の地球外知的生命体探査 (SETI) 計画に用いられていた。望遠鏡の構造としては、ジョン・D・クラウス (1910-2004) の考案による「クラウス型」と呼ばれるものを採用しており、同様の構造はフランスのNançay電波望遠鏡でも使われている。

## 概要
ビッグイヤーが行った最初の太陽系外電波源の探査は「オハイオ・スカイサーベイ」と呼ばれる。1965年から1970年代初期にかけて全天の70%をカバーし、2万個の電波源を検出した。これは地球外生命のシグナルに対象を限定したサーベイではなかったが、1973年からはSETIに特化した観測を行うようになった。1977年8月15日には、Wow! シグナルと呼ばれる有名な信号を捉えることに成功し、これはビッグイヤー最大の成果とされる。ただしこの信号が受信されたのは一度だけで、以降同様の現象を発見することは出来なかった。
1995年には、最も長期にわたってSETIプロジェクトに使用された電波望遠鏡としてギネスブックに登録された。
ビッグイヤーの運用は1997年に終了した。敷地は土地開発業者に売却され、付近のゴルフ場の拡張のため1998年に解体された。
ビッグイヤーは、グランド・セフト・オート・サンアンドレアスといったゲームや、XファイルといったSFテレビドラマにも登場している。